# Флаг Камышловского городского округа
Флаг Камышло́вского городского округа является опознавательно-правовым знаком, являющимся символом местного самоуправления. Флаг составлен в соответствии с вексиллологическими правилами и на основании герба муниципального образования, воспроизводит его символику и, наряду с ним, служит официальным символом муниципального образования «Камышловский городской округ» Свердловской области Российской Федерации, символом единства его населения, прав и процесса местного самоуправления.
Флаг утверждён 24 апреля 2003 года решением Камышловской городской Думы № 548 как флаг муниципального образования «Город Камышлов» (после муниципальной реформы — Камышловский городской округ) и внесён в Государственный геральдический регистр Российской Федерации с присвоением регистрационного номера 1169.
18 октября 2012 года, решением Думы Камышловского городского округа № 120, по всему тексту предыдущего решения, название муниципального образования «Город Камышлов» изменено на Камышловский городской округ.
Решением Думы Камышловского городского округа от 12 сентября 2019 года № 419 был утверждён новый рисунок флага городского округа при прежнем описании.

## Описание
«Прямоугольное полотнище зелёного цвета с соотношением сторон 2:3, по центру которого помещено изображение фигур городского герба: сноп, цеп и серп, выполненные жёлтым, белым и синим цветами. Оборотная сторона зеркально воспроизводит лицевую».

## Обоснование символики
В основу современной символики Камышлова положен исторический герб города, Высочайше утверждённый 17 (28) июля 1783 года, со следующим описанием:

В зеленом поле золотый стог хлеба с серебряными серпом и цепью, означающие хлебородие в округе онаго города.

Фигуры в целом указывают на сельское хозяйство как основной источник благосостояния жителей города, а зелёный цвет поля, кроме того, — символ лесных богатств района.